# Dreaming Neon Black
Dreaming Neon Black è il terzo album in studio del gruppo musicale thrash metal statunitense Nevermore, pubblicato dalla Century Media nel 1999.

## Il disco
Il disco è un concept album incentrato sulla storia di un uomo che deve affrontare il suicidio della propria amata e tutte le conseguenze che ciò ha portato. La vicenda si basa sulla storia della fidanzata del cantante del gruppo Warrel Dane, scomparsa e presumibilmente morta.

## Tracce
1. Ophidian – 0:46
2. Beyond Within – 5:11
3. The Death of Passion – 4:10
4. I Am The Dog – 4:13
5. Dreaming Neon Black – 6:26
6. Deconstruction – 6:39
7. The Fault of the Flesh – 4:54
8. The Lotus Eaters – 4:25
9. Poison Godmachine – 4:33
10. All Play Dead – 4:58
11. Cenotaph – 4:39
12. No More Will – 5:45
13. Forever – 9:20

## Formazione
- Warrel Dane – voce
- Jeff Loomis – chitarra
- Tim Calvert – chitarra
- Jim Sheppard – basso
- Van Williams – batteria